# 미쿠미쿠댄스
미쿠미쿠댄스(일본어: ミクミクダンス 미쿠미쿠단스[*], 영어: MikuMikuDance)는 히구치 유우(樋口優 히구치 유[*])가 만든, 미리 지정된 캐릭터의 3D 모델을 조작해 컴퓨터 애니메이션을 제작하는 3차원 그래픽 소프트웨어이다. MMD라고도 불린다. 기본적으로 하츠네 미쿠 등의 VOCALOID 캐릭터 3D 모델을 사용할 수 있고, MMD 대응의 3D 모델도 다수 공개되어 있다.
미쿠미쿠댄스라는 이름은 하츠네 미쿠와 관련있는 이름이지만, 히구치가 개인적으로 제작한 프리웨어이며, 크립톤 퓨처 미디어의 제품이 아니다.

## 특징
기본적으로 아니마사(あにまさ)가 제작한 3D 모델이 내장되어 있어서, 처음 접한 사람이라도 곧바로 사용할 수 있다. 영상을 예쁘게 보이게 하는 것보다 실시간성을 중요시 하기 때문에, DirectX를 화면을 그리는 데 이용하여 장시간의 렌더링을 거치지 않고 만들어낸 움직임을 곧바로 동영상으로 확인할 수 있다는 것도 큰 특징이다. MMD의 등장은 다루기가 쉬워 초보자가 3D 애니메이션에 대한 도전 장벽을 크게 낮췄다고 일컬어진다. 또, VOCALOID의 가창에 사용하는 프로젝트 파일(VSQ)을 읽어들여 자동으로 립싱크를 만드는 기능도 있다.
MMD는 3DCG를 취급하는 소프트웨어로서는 매우 움직임이 가볍긴 하지만, 이것은 MMD를 개발한 히구치의 PC가 MMD 공개 당시의 수준에서 봐도 사양이 낮고(펜티엄 4/1.5 GHz, 라데온 8500), 그러한 환경에서도 작동하도록 만든 결과 가벼워졌기 때문이라고 한다. 다만, 버전에 따라서는 고성능인 반면, 비교적 고스펙의 PC를 필요로 하는 경우도 있다.

## 연혁
원래는 히구치 자신이 하츠네 미쿠를 이용한 3D영상을 작성하기 위해서 만든 것으로, 처음부터 공개를 예정한 것은 아니었다. 히구치는, Blender와 아니마사가 무료로 공개하고 있던 3D 모델을 사용해 3D 동영상을 작성하려고 했을 때 겪었던 고난을 생각하며, 스스로 프로그램을 짜서 작동하도록 만들기로 하고, 2007년의 오미소카에 개발을 시작해 50~70 시간 정도에 만들어냈다고 한다.
MMD를 작성한 당시, 크립톤 퓨처 미디어의 가이드 라인(캐릭터 보컬 시리즈#캐릭터의 이용을 참조)에서는 하츠네 미쿠 등의 캐릭터를 이용한 프로그램 작품을 금지하고 있었다. 그러나 2008년 2월 22일에 가이드 라인이 개정되어 프로그램 작품도 금지 해제되어 아니마사와도 연락 후 같은 달 24일 MMD를 공개하고 동시에 동영상 투고 사이트 니코니코 동화에 이용법을 해설한 동영상을 투고하였다. MMD는 니코니코 동화으로 큰 반향을 불러, 소프트웨어의 높은 완성도에 감동해서, 돈을 지불해 사고 싶지만 만든이가 돈을 받을 생각이 없기 때문에 살 수가 없는 “지불할 수 없는 사기”라고도 평가된다.히구치는 이러한 반향에 대해 “기부해도 되냐고 말씀해주신 것은 매우 영광이지만, 그만큼 마음에 드시면, 꼭 이 소프트웨어를 사용해 훌륭한 동영상을 만들고 공개해서, 나를 기쁘게 해주면 좋겠다”라고 코멘트를 하고 있다.
공개 후에도 버전 업이 진행되어 처음에는 하츠네 미쿠의 3D모델 밖에 사용할 수 없었지만, Ver.3.01 이후는 멀티 모델화되어 다른 VOCALOID의 캐릭터도 다룰 수 있게 되었다. 또한 MMD에 미리 준비되어 있는 캐릭터 이외에도, 사용자가 직접 동방 프로젝트나 THE IDOLM@STER, 그 외 기존 상업 작품의 캐릭터등을 바탕으로 한, 유저 모델로 불리는 MMD 대응의 3D모델이 다수 공개되어 MMD는 실질적으로는 VOCALOID 뿐만이 아닌, 보다 범용적인 3D툴로서의 발전도 보이고 있다.. 다만, 유저 모델에 대해서는 사용되고 있는 캐릭터의 권리 관계가 명확하지 않은 문제도 안고 있어, 그 점이 MMD 자체에 악영향을 미칠 우려가 있어서, 히구치 자신은 유저 모델에 대해서는 일절 관여하지 않는 자세를 취한다. 2010년 말에는 엔비디아의 3D 비전 대응에 따른 입체시나, 엑스박스 360의 확장 장치인 키넥트를 응용한 모션 캡처의 이용도 가능해졌다. 3D Vision의 대응에 대해서는 NVIDIA사의 일본 스탭으로부터의 움직임을 받은 것이지만, 히구치는 NVIDIA로부터의 기재 지원의 제의(신청)는 거절했다고 한다.이것은 대응할 수 없었던 경우를 고려한 것, 소지의 기재에서도 일단은 입체시의 표시·확인이 가능한 것, MMD의 활동을 익명으로 행하고 있기 때문에 제삼자에게 주소를 밝히고 싶지 않았던 것으로부터라고 한다.
MMD 공개 직후부터 니코니코 동영상에는 MMD를 이용해 만들어진 동영상이 다수 발표되어, 유저 커뮤니티도 형성되어 니코니코 동영상을 무대에 관계자들에 의해 “MMD컵”이라고 하는 동영상 콘테스트도 개최되었다. 2008년 12월 17일에는 Windows Live 메신저의 서비스 ‘니코니코 메시지’의 PR를 위해서 제작된 동영상 “하츠네 미쿠가 노래하는〈니코니코 메시지의 노래〉”가 공개되었으며, 2009년 1월에는 TV 광고로 방송도 된 적 있다. 2010년 2월 10일에 발매된 비디오 클립집〈하츠네 미쿠 DVD~impacts~〉에 제2회 MMD컵의 종합 우승 작품이기도 한 “게키도(격동) 오브 하츠네”가 수록된 것을 시작으로 MMD를 이용해 만들어진 영상 작품의 상품화도 이루어지게 되었다. TV애니메이션에서는 2011년 10월에 방송을 시작한 ‘gdgd요정s’에서 MMD가 제작에 사용되었으며, 2013년 2월에는 MMD를 사용하여 활약한 제작자들이 제작을 맡은 TV 애니메이션《직구표제로봇 에니메》도 방송되었다.

## 캐릭터 모델
기본적으로 제공되는 것들이다(Ver.7.07 시점).
- 하츠네 미쿠
- 하츠네 미쿠 Ver2
- 하츠네 미쿠 metal
- 카가미네 린
- 카가미네 린_act2
- 카가미네 렌
- 아키타 네루
- 요와네 하쿠
- 사키네 메이코
- KAITO
- MEIKO

## 사용 방법
캐릭터 모델, 음악 파일, 모션(댄스나 행동) 파일, (필요시에 따라) 배경이나 표정, 악세서리 파일만 구비하면 누구나 쉽게 MMD 작품을 만들 수 있다. .pmd, .pmx은 모델 파일이다. .x는 악세서리 파일, .vmd는 모션 파일, .vpd는 포즈, .wav는 음악 파일이다.(MP3도 WAV로 변환해야 한다) 그 방법은 이렇다. 우선 MMD를 구동하고, load(영문판 기준)로 캐릭터 모델, 배경 파일을 불러온다. 그 뒤 필요시 XYZ축을 이용해서 모델의 위치를 조정한다. 그 다음으로 캐릭터 모델을 선택하고 모션을 넣어야 하는데, 프레임은 반드시 0이어야 한다. 모션은 load가 아닌 선택창의 파일 항목에서 "모션 로드"를 선택해서 해야 한다. 그리고 카메라에도 동일한 방법을 이용해서 모션을 넣으면 된다. 배경음악도 파일 항목의 Wav 로드를 눌러 음악을 선택하여 삽입하면 된다.
필요하다면 종횡비 조절을 할 수 있으며 MME효과를 넣을수도 있다. 후자는 모델 조작 패널에서 카메라/조명/악세사리를 선택하면 악세사리 편집 패널이 나오는데 그걸 이용하면 된다. 그 뒤 프레임을 영상 길이에 맞게 조절하고, 테스트를 한 뒤 맞다면 저장을 하고 avi로 인코딩하면 된다.

## 같이 보기
- 니코니코 동화
- VOCALOID
- Bullet - MMD에 사용되고 있는 물리 연산 엔진